# Andreas Scheuerpflug
Andreas Scheuerpflug (* 13. Juli 1967 in Alpirsbach) ist ein ehemaliger deutscher Beachvolleyballspieler.

## Karriere
Der aus Denzlingen stammende Scheuerpflug bildete zu Beginn seiner Karriere Teams mit Bernhard Hoffmann (bis 1996) und Pierre-André Fröhlich (1997/98). Mit Hoffmann konnte er 1994 die Deutsche Beachvolleyball-Meisterschaft gewinnen. 1999 und 2000 wiederholte er zusammen mit Oliver Oetke diesen Erfolg. Im Jahr 2000 nahm das Duo außerdem an den Olympischen Spielen in Sydney teil, wo jedoch sämtliche Spiele verloren gingen. Von 2002 bis 2005 war Christoph Dieckmann sein Partner; 2003 und 2004 gewannen die beiden die Deutsche Meisterschaft. 2004 erreichten sie außerdem den neunten Rang bei der Europameisterschaft in Timmendorfer Strand, den dritten Platz beim World-Tour-Turnier in Klagenfurt und den Sieg beim europäischen Ranglistenturnier in Valencia. Als größter Erfolg des Duos gilt jedoch der fünfte Platz bei den Olympischen Spielen in Athen. Nach einem 13. Platz bei der Weltmeisterschaft 2005 in Berlin gewannen Scheuerpflug und Dieckmann die World-Tour-Turniere in Shanghai und Klagenfurt sowie das CEV-Turnier in Luzern. Es folgte ein vierter Rang bei der EM in Moskau. Bei der Deutschen Meisterschaft mussten sie sich allerdings mit Platz 2 zufriedengeben. Nach diesem beendete Scheuerpflug mit 38 Jahren seine aktive Laufbahn.

## Privat
Andreas Scheuerpflug wohnt mit seiner Frau, der ehemaligen Beachvolleyballspielerin Martina Stoof, zwei Töchtern und einem Sohn in Potsdam und ist Mathematik- und Sportlehrer an der Schiller-Oberschule Berlin. Außerdem betreute er das Duo Julius Brink / Christoph Dieckmann (bis zu dessen Karriereende 2009) und aktuell das Duo Julius Brink / Jonas Reckermann als Manager.